# Guglzipf
Der Guglzipf ist ein 473 m ü. A. hoher Berg am Nordrand der Gutensteiner Alpen in Niederösterreich und der Hausberg der Berndorfer.

## Lage
Der Berg ist der letzte Ausläufer des Jauling Richtung Berndorf. Gemeinsam mit dem gegenüber liegenden Hügel Am Brand bildet der Guglzipf eine Engstelle des Triestingtals und schließt das Berndorfer Becken nach Osten zum Fabriksgelände und zum Berndorfer Bezirk St. Veit hin ab. Über den Gipfel verläuft die Gemeindegrenze zwischen Berndorf und Hernstein.

## Name
Der Name Guglzipf wurde nachgewiesenermaßen bereits im Jahre 1880 gebraucht, aber noch 1902 wurde der Berg auch Zaglerspitz genannt.

## Flora
Der Guglzipf ist großteils mit den für die ganze Gegend typischen dichten Schwarzföhre-Beständen (Pinus nigra) bewachsen, die früher auch in der Pecherei Verwendung fanden.

## Waldhütte und Aussichtswarte
1902 wurde auf dem Berg die erste Aussichtswarte aus Holz erbaut und es wurden mehrere Steige auf den Gipfel angelegt. 1908 wurde dann die Waldhütte am Guglzipf gebaut. Nach dem Zweiten Weltkrieg musste der Turm abgetragen werden. Die Gemeinde kaufte 1982 die damals baufällige Waldhütte, die in der Folge vom Verein „Waldhütte Guglzipf-Berndorf“ saniert wurde und so als Ausflugsziel erhalten blieb. 1990/91 wurde die 34 Meter hohe Jubiläumswarte errichtet und am 31. August 1991 eröffnet, schließlich 2006 zu Ehren des langjährigen Obmanns des Vereins „Waldhütte Guglzipf-Berndorf“ in Franz-Bichler-Warte umbenannt. Der Aussichtsturm stand bis 2016 unter Denkmalschutz.
Die Waldhütte liegt westlich des Gipfels direkt über der Stadt und bietet einen umfassenden Blick auf diese und das gesamte Berndorfer Becken. Vom Aussichtsturm, der hoch über die Föhren ragt und aus dem Triestingtal östlich von Berndorf wie auch von der ganzen Stadt aus gut zu sehen ist, reicht die Aussicht naturgemäß weiter: Neben dem Berndorfer und Grillenberger Becken mit den umgebenden Bergen Hohe Mandling und Waxeneck sind im Osten das Leithagebirge und die Hundsheimer Berge, im Süden die Hohe Wand und im Westen Kieneck, Hocheck und Peilstein sowie im Norden der Wienerwald mit dem Hohen Lindkogel zu sehen.

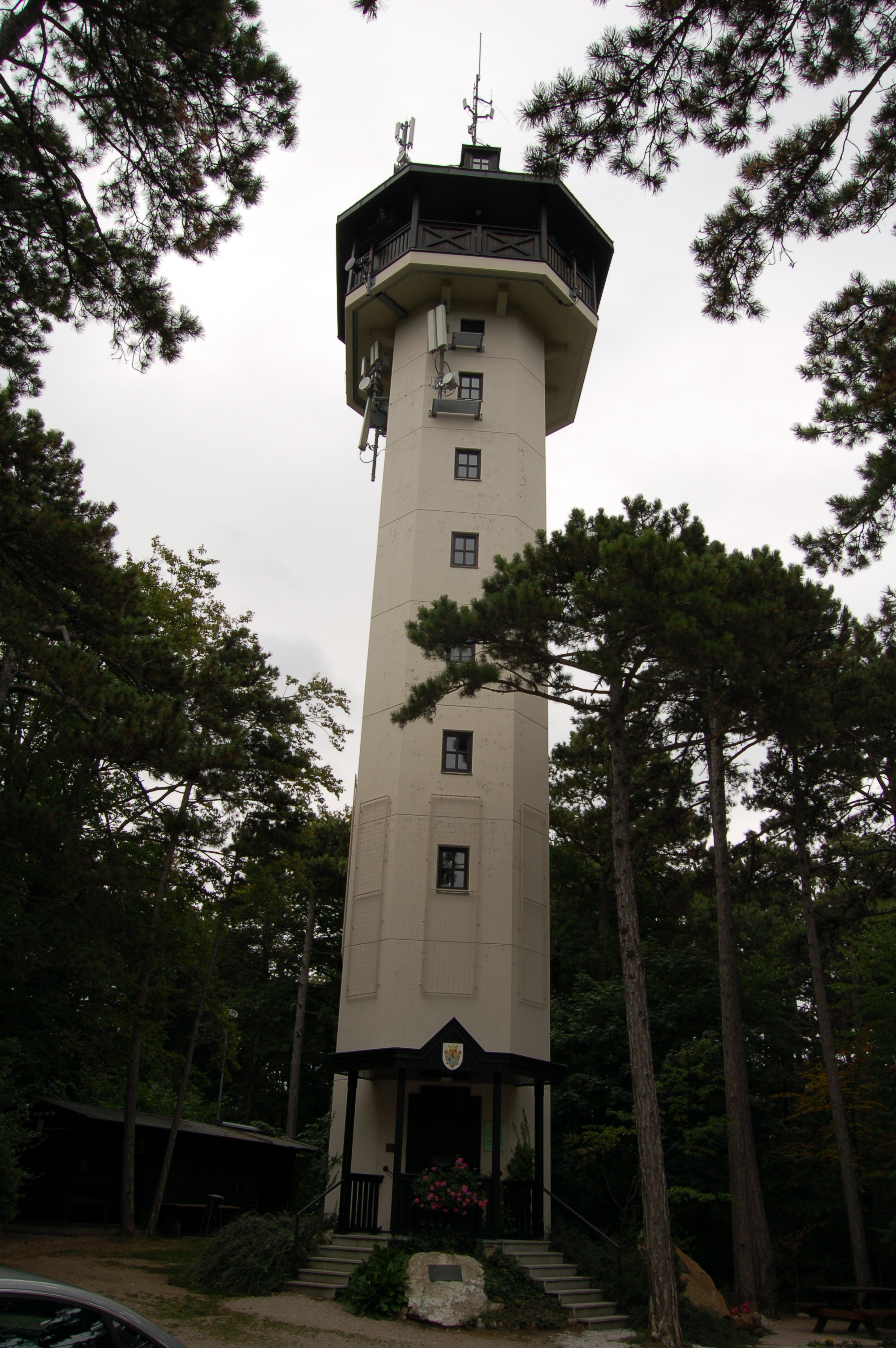
Die Jubiläumswarte, heute Franz-Bichler-Warte genannt
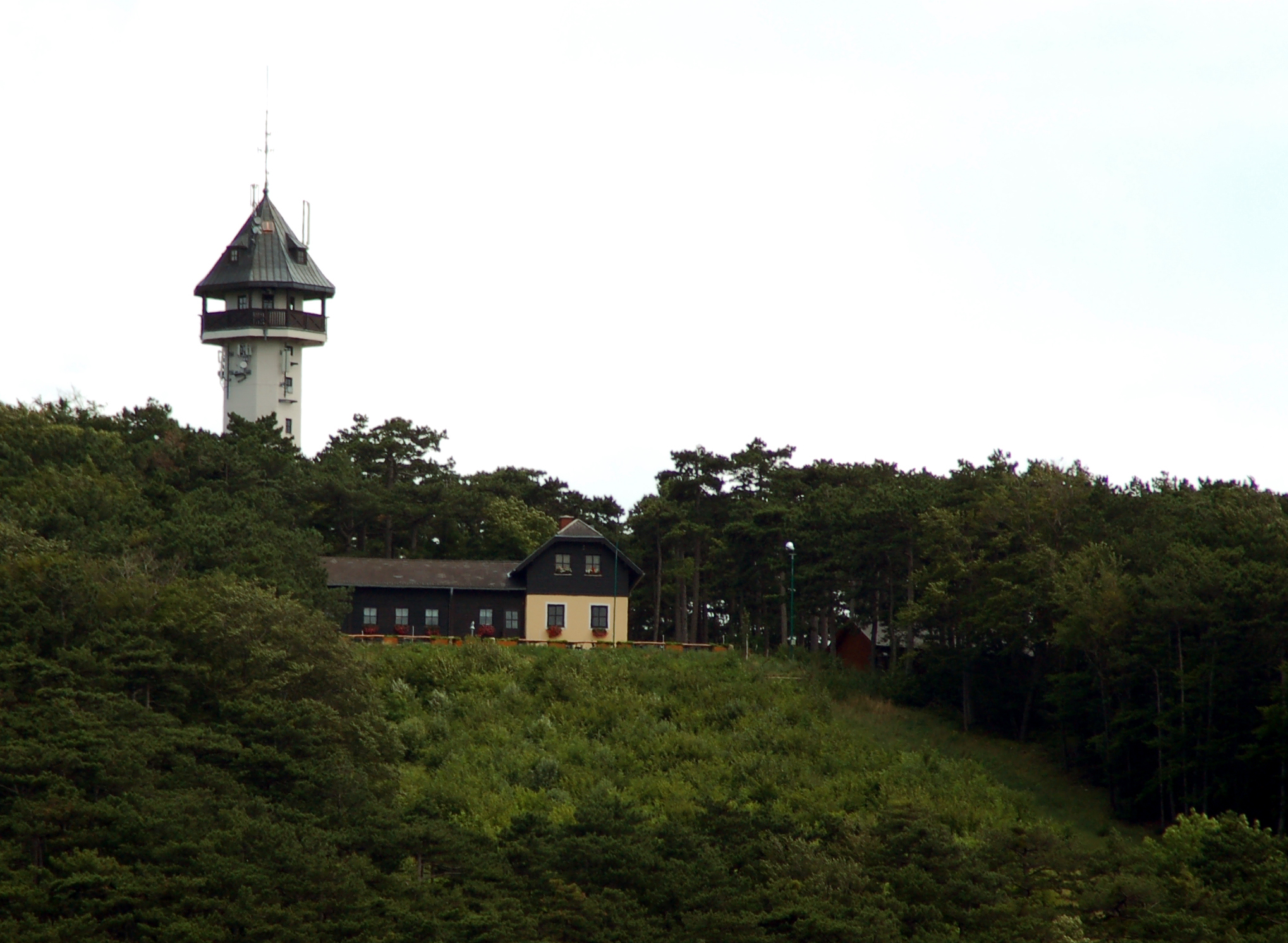
Waldhütte mit Jubiläumswarte von Berndorf gesehen

## Seilbahn
Vor dem Ersten Weltkrieg wurde das Braunkohlenbergwerk in Grillenberg und die Berndorfer Metallwarenfabrik mit einer Seilbahn über den Guglzipf verbunden, die Kohle direkt vom Bergwerk zu den Feuerungsstellen in der Fabrik beförderte. Der Bergbau wurde 1959 stillgelegt. Von der Seilbahn ist heute noch die Schneise über den Guglzipf zu erkennen.

## Hermann-Krupp-Tempel

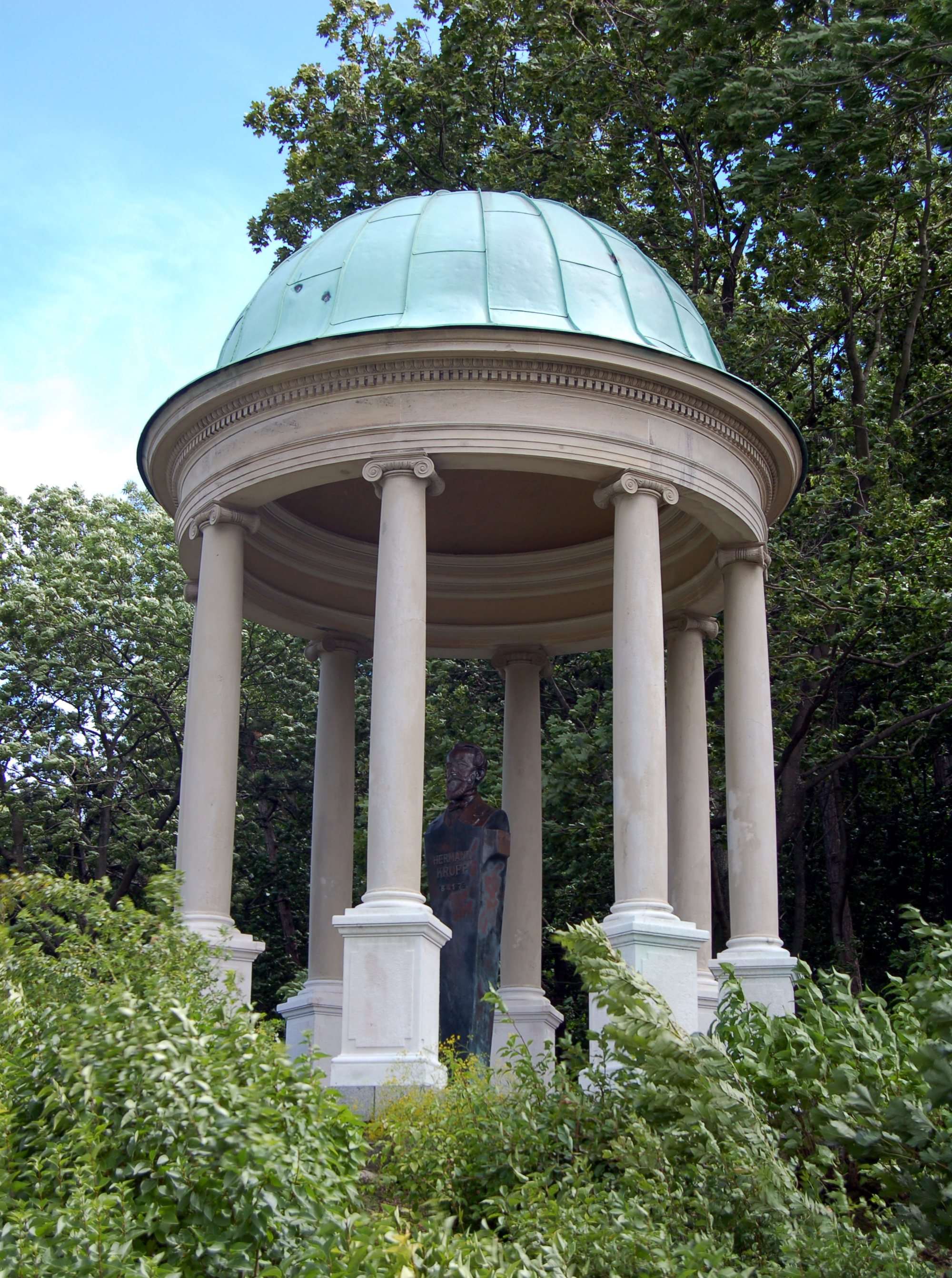
Der Hermann-Krupp-Tempel

Der nördlichste Fuß des Guglzipfs ist felsig und trägt auf seiner Spitze den denkmalgeschützten Hermann-Krupp-Tempel, den Arthur Krupp 1910 in Erinnerung an seinen Vater erbauen ließ. Er hat die Form eines ionischen Rundtempels. Darin befindet sich eine Büste Hermann Krupps, entworfen vom Bildhauer Willy Ruß und gegossen vom Gussmeister Zehle in der Berndorfer Metallwarenfabrik.